# Edmonda Bulla
Edmonda Bulla, auch Edmunda Bulla, geborene Edmonda Fiedler bzw. Edmunda Fiedler (1763 in Prag – 20. November 1811 in Wien) war eine deutsche Theaterschauspielerin.

## Leben
Bulla fand ihr erstes größeres Engagement am Hoftheater in Stuttgart, von wo sie 1803 gemeinsam mit ihrer Tochter Sofie ans Hofburgtheater engagiert wurde. Sie debütierte daselbst als „Kleopatra“ in Octavio und „Orsina“ in Emilia Galotti. Sie war der Hofbühne ein pflichtgetreues Mitglied und starb am 20. November 1811 in Wien.
Verheiratet war sie mit Franz Bulla, ihre Tochter war Sofie Wilhelmine Marie Koberwein, ihr Schwiegersohn Josef Koberwein und ihre Enkelin Elisabeth Fichtner, geborene Koberwein. Marie Fichtner und Adolf Fichtner, Kinder der vorgenannten, waren somit ihre Urenkel. Alle waren Schauspieler. Marie Arnsburg, eine österreichische Malerin, war die Tochter von Marie Fichtner und dem Schauspieler Friedrich Ludwig Arnsburg, also ihre Ururenkelin.
Sie starb 1811 in Wien an der Schwindsucht und sie hatte ihren Wohnsitz in München.